# 溫尼基 (科澤利希納區)
49°9′54″N 33°58′55″E / 49.16500°N 33.98194°E
溫尼基（烏克蘭語：Винники），是烏克蘭中部的村莊，隸屬波爾塔瓦州的克雷門丘克區。該村距離布列烏西夫卡和里巴爾基1公里，海拔高度96米，2001年人口208。